# Донецький обласний російський театр юного глядача
Донецький обласний російський театр юного глядача́ — обласний російський театр юного глядача у місті Макіївці, провідний дитячий культурно-розважальний заклад міста і Донбасу.

## Загальна інформація
Театр розташований у центрі Макіївки у функціональному приміщенні радянської архітектури за адресою:
вул. Леніна, буд. 64, м. Макіївка—86157 (Донецька область, Україна).
Будинком новоствореного (1971) Донецького обласного російського театру юного глядача стала театральна будівля, зведена в 1962 році, яка правила за сценічний майданчик гастролюючих колективів.
Директор закладу — Слухаєнко Владислав Олексійович.

## З історії театру
Донецький обласний російський театр юного глядача у Макіївці був створений у 1971 році.
Основу нового творчого колективу склали актори російської трупи Донецького обласного музично-драматичного театру імені Артема (Анатолій Губський, Рустем Суворов, Геннадій Кадиків, Світлана Могильова, Василь Гладнєв, Ганна Пучкова, Анатолій Медведєв та інші), а також випускники театральних інститутів та студій Києва та Харкова. У технічні цехи театру прийшли недавні випускники Одеського театрально-технічного училища.
Завдяки зусиллям засновників театру: головного режисера, згодом народного артиста України В. П. Аверченка і першого його директора, згодом — заслуженого працівника культури України О. З. Биковського, театр зумів органічно поєднати в своїй творчості художню та виховну функції театрального мистецтва.
2 жовтня 1971 року прем'єрним показом вистави «Молода гвардія» (за О. Фадєєвим) відбулося відкриття Донецького обласного російського театру юного глядача. Першим спектаклем-казкою макіївського ТЮГу став «Кришталевий черевичок» Т. Габбе.
До числа найкращих вистав першого десятиліття (1970-ті) театру належать: «Пушкін» А. Глоби, «Ромео і Джульєтта» В. Шекспіра, «Сірано де Бержерак» Е. Ростана, «Гроза» О. Островського, «Ревізор» М. Гоголя, «Езоп» Г. Фігейрадо, «Найправдивіший» Г. Горіна, «Свій острів» Р. Каугвера, «Зупиніть Малахова» В. Аграновського, «Славний бунтівник» Я. Апушкіна, «Кришталевий черевичок» Т. Габбе, «Два клени», «Червона шапочка» Є. Шварца, «Гавроші Брестської фортеці» А. Махнача, «Червоні шаблі» Л. Жарікова, «Тримайся, Олексо!» за І. Микитенком.
У 1980 році головним режисером театру став заслужений діяч мистецтв України Євген Головатюк. Його спектаклі «Відпустка за поранення» В. Кондратьєва, «Якось запитай у трав» Я. Стельмаха стали дипломантами Всеукраїнських фестивалів театрів для дітей та юнацтва, а за виставу «Якось запитай у трав» Є. І. Головатюк був нагороджений срібною медаллю імені А. Д. Попова.
У середині 1980-х у зв'язку з одночасною зміною художнього та адміністративного керівництва театру, колектив зазнав деяких труднощів. Відтак, наряду з такими творчими успіхами театру, як «Материнське поле» за Ч. Айтматовим, «Підступність і кохання» Ф. Шиллера було багато прохідних робіт. Спектаклі переважно ставили спеціально запрошені фахівці. Але з поверненням до закладу його першого головного режисера, тепер вже заслуженого діяча мистецтв України Віталія Аверченка, на сцену театру повернулася класика — «Борис Годунов» О. Пушкіна, «Пізня любов» О. Островського, «Біда від ніжного серця» Володимира Соллогуба, «Дочка російського актора» П. Григор'єва, «Річард III» В. Шекспіра, «Кумедний випадок» К. Гольдоні, «Принц і жебрак» за М. Твеном, «Одіссея капітана Блада» за Р. Сабатіні, «Голий король» Є. Шварца, «Сногл» Д. Б. Прістлі. Театр одним з перших у колишньому СРСР поставив: «Пасинки часу», інсценування роману В. Гроссмана «Життя і доля», «Упир» за О. К. Толстим; «Життя і надзвичайні пригоди солдата Івана Чонкіна» за В. Войновичем (став лауреатом III Всеукраїнського фестивалю театрів для дітей та юнацтва в Сумах).
У 1990-ті роки в театрі з'явився оркестр, балетна трупа. Це розширило творчі можливості колективу, дозволило ставити музичні спектаклі — «Тригрошова опера» Б. Брехта, «Дорога Памела» Дж. Патріка, «Дорога до сонця» А. Горіна, Е. Яворського, «Золоте курча» В. Орлова, «Король-олень» К. Гоцці (чимало з них досі в афіші театру, і йдуть з незмінним успіхом).
У перші роки нового тисячоліття (початок 2000-х років) у репертуарі театру стали переважати вистави-казки: «Шкереберть Біссета» Д. Бісета, «Червоненька квіточка» за С. Аксаковим, «Чарівниця Акварин» і «Заєць-вирвихвіст» Г. Піменова, «Шишок» А. Александрова, «Кіт у чоботях» С. Прокоф'євої, А. Сапгір, «Робін Гуд — 3000» С. Прокоф'євої, С. Токмакової, що було викликано, в першу чергу, різким скороченням інтересу до театру як такого в дорослого глядача, а також неможливістю театру гастролювати і працювати на виїздах. У ці роки театр був незмінним учасником регіональних фестивалів «Золотий ключик», «Вересневе небо — дітям України», «Театральний Донбас».
У 2007 році, за підтримки Донецького обласного управління культури і туризму, Донецький обласний російський театр юного глядача організував і провів фестиваль дитячих театрів «ТЮГ — 2007». Відтак, уперше після 1992 року до Макіївки з'їхалися творчі колективи, що працюють для дітей та юнацтва, з багатьох регіонів країни, щоб познайомитися з творчістю своїх колег, обмінятися поглядами, поділитися досвідом. У 2007 році також макіївський театр, після тривалої перерви, відновив гастрольну діяльність.
Театр продовжив функціонування в період окупації, під владою так званої «Донецької народної республіки». 2021 р. перейменований на «Республіканський Академічний Молодіжний Театр (РАМТ)».

## Творчий колектив і гастролі
У різні роки в Донецькому обласному російському театрі юного глядача працювали: художні керівники — народний артист України Віталій Аверченко, заслужений діяч мистецтв України Євген Головатюк, Геннадій Піменов, Леонід Педан; директори — заслужений працівник культури України Анатолій Биковський, Валентина Тиха, Віктор Карявий, Олександр Музиченко, Семен Скринник, Наталія Полторак, Микола Терентьєв, Леонід Педан; режисери: Семен Терейковський, Олег Натяжний, Едуард Хазанов, Арутюн Кіракосян, Анатолій Грінченко, Ольга Григорова; запрошені режисери: заслужені діячі мистецтв України Юрій Кочевенко, Володимир Московченко; сценографи: заслужений художник України Сергій Карпенко, Олександр Григоров, Олена Карпенко, Володимир Ширін, Василь Цимбал; завідувачі музичною частиною — Юрій Пучков, Сергій Божко; диригент Сурен Арутюнянц; актори — заслужені артисти України Микола Третяк, Геннадій Кадиків, Ігор Низовий: артисти Рустем Суворов, Світлана Могильова, Володимир Шакало, Тамара Кіріна, Галина Шалапут, Юрій Черницький, Юрій Висоцький, Олександр Томашевський, Євген Пилов, Ніна Таякіна, Василь Гладнєв, Володимир Валуйський, Сергій Банніков, Микола Заворотний, Любов Негрій, Олександр Белявський, Петро Мисак, Антоніна Захарова.
Працюючи в театрі, були удостоєні почесних звань: «Народний артист України» — головний режисер Віталій Аверченко; «Заслужений артист України» — Геннадій Кадиків, Тамара Котова, Леонід Ландковський, Ігор Низовий, Алла Ульянова.
У трупі театру (2010 рік): заслужені артисти України Віра Кондратенко-Єзжалова, Тамара Котова, Леонід Ландковський, Алла Ульянова; «майстри сцени» Олександр Борзов, Павло Пічко, Андрій Шинкаренко; актори Олексій Арішин, Вадим Басалигін, Павло Бодров, Галина Борзова, Карен Гамбарян, Раїса Ганжула, Наталія Гумеч, Ярослав Жуков, Діана Курбанова, Олена Єгорова, Анна Карунту, Олександр Кокарєв, Олена Кондрашкіна, Владислав Кравецький, Олександр Кузьмін, Тетяна Лаптєва, Ігор Матейко, Михайло Меркулов, Христина Мостова, Марія Молодова, Микола Орлов, Тамара Педан, Володимир Петраков, Павло Піотровський, Юрій Радіонов, Гелена Сергутіна, Світлана Ушакова, Шорена Шонія, Оксана Ясинська. У театрі працюють: режисери-постановники Тетяна Шевченко, Арутюн Кіракосян; головний художник Олександр Григоров, завідувач музичною частиною Сергій Божко; диригент Сурен Арутюнянц; балетмейстер Андрій Курганов; завідувачка постановочної частини Раїса Лук'янова; педагог-організатор Марія Азімова; завідувач літературною частиною Петро Можаровський.
Донецький обласний російський театр юного глядача за СРСР здійснював активну гастрольну діяльність — спектаклі театру, зокрема, мали можливість побачити глядачі Києва, Мінська, Львова, Харкова, Одеси, Воронежа, Ростова-на-Дону та інших міст. З відновленням гастрольної діяльності (2007) творчий колектив побував у Сумах і Ялті, а також у Брянській області (Росія).

## Репертуар
З огляду на те, що в Макіївці більше немає професійного театру, Донецький обласний російський театр юного глядача ставить доволі велику кількість спектаклів, розрахованих не лише на дитячу (традиційні казки), а й на дорослу авдиторію. Серед них, зокрема, творчі обробки класичної літератури, водевільні постановки, сучасна драматургія.
У театральному сезоні 2010/11) репертуарі Донецького обласного російського театру юного глядача містив наступні спектаклі:
- «Заяц-вырвихвост» (Г. Піменов, за мотивами казок С. В. Михалкова);
- «Золотой цыпленок» (В. Орлов);
- «Кот в сапогах» (Ш. Перро);
- «Не хочу быть собакой» (С. Бєлов, С. Куваєв);
- «Три поросенка» (О. Александров, за мотивами англійських народних казок);
- «Что в мешке?» (О. Александров, за мотивами російських народних казок);
- «Жила-была Сыроежка» (В. Зимін);
- «Чудеса на Змеином болоте» (Ю. Кім);
- «Дорога к солнцу» (А. Горін, Е. Яворський);
- «Кентервильское привидение» (О. Вайльд, інсценіровка Т. Шевченко);
- «Закон джунглей» (за мотивами новел Р. Кіплінга);
- «Волшебный колодец» (О. Аришин, за мотивами російських народних казок);
- «Вождь краснокожих» (О'Генрі);
- «Чайка» (А. П. Чехов)
- «Ах, водевиль, водевиль, водевиль!…»
- «Снежная королева» (Є. Шварц);
- «Ночь перед Рождеством» (за М. Гоголем);
- «Территория страха» (Л. Устинов);
- «Шекспир транзит» (уривки з п'єс В. Шекспіра);
- «Мужчина по вызову» (О. Галін);
- «Американская комедия» (Дж. Патрік);
- «Анджела и король» (за казкою К. Гоцці «Король-олень»);
- «Рядовые» (А. Дударєв);
- «Ромео и Джульетта» (за В. Шекспіром)
- «Вкус меда» (Ш. Ділені);
- «Ох, уж эти парижане!» (М. Комолетті).

## Виноски
1. ↑  Історія театру [Архівовано 24 березня 2011 у Wayback Machine.] на Офіційна вебсторінка театру [Архівовано 21 березня 2011 у Wayback Machine.] (рос.)